# Alina Iordache
Alina Iordache (n. 22 martie 1982, în București) este o handbalistă din România care joacă pentru clubul SCM Buzău pe postul de portar. Anterior, ea a jucat pentru clubul CSM București începând din 2010, iar în 2015 și-a prelungit contractul cu încă un an. În 2016, Iordache a câștigat Liga Campionilor EHF cu echipa bucureșteană.

## Palmares
- Liga Campionilor EHF:
  -  Câștigătoare: 2016

- Liga Națională:
  -  Câștigătoare: 2015, 2016, 2017, 2018

- Cupa României:
  -  Câștigătoare: 2016, 2017, 2018
  -  Finalistă: 2015
  -  Medalie de bronz: 2020

- Supercupa României:
  -  Câștigătoare: 2016
  -  Finalistă: 2015

## Distincții
- Cetățean de onoare al Bucureștiului (2016)[6][7]